# Sebastian Hartmann (ishockeyspelare)
Sebastian Hartmann, född 31 maj 1994 i Uppsala, är en svensk professionell ishockeyspelare som spelar för Timrå IK i SHL.